# Westpark (Aachen)

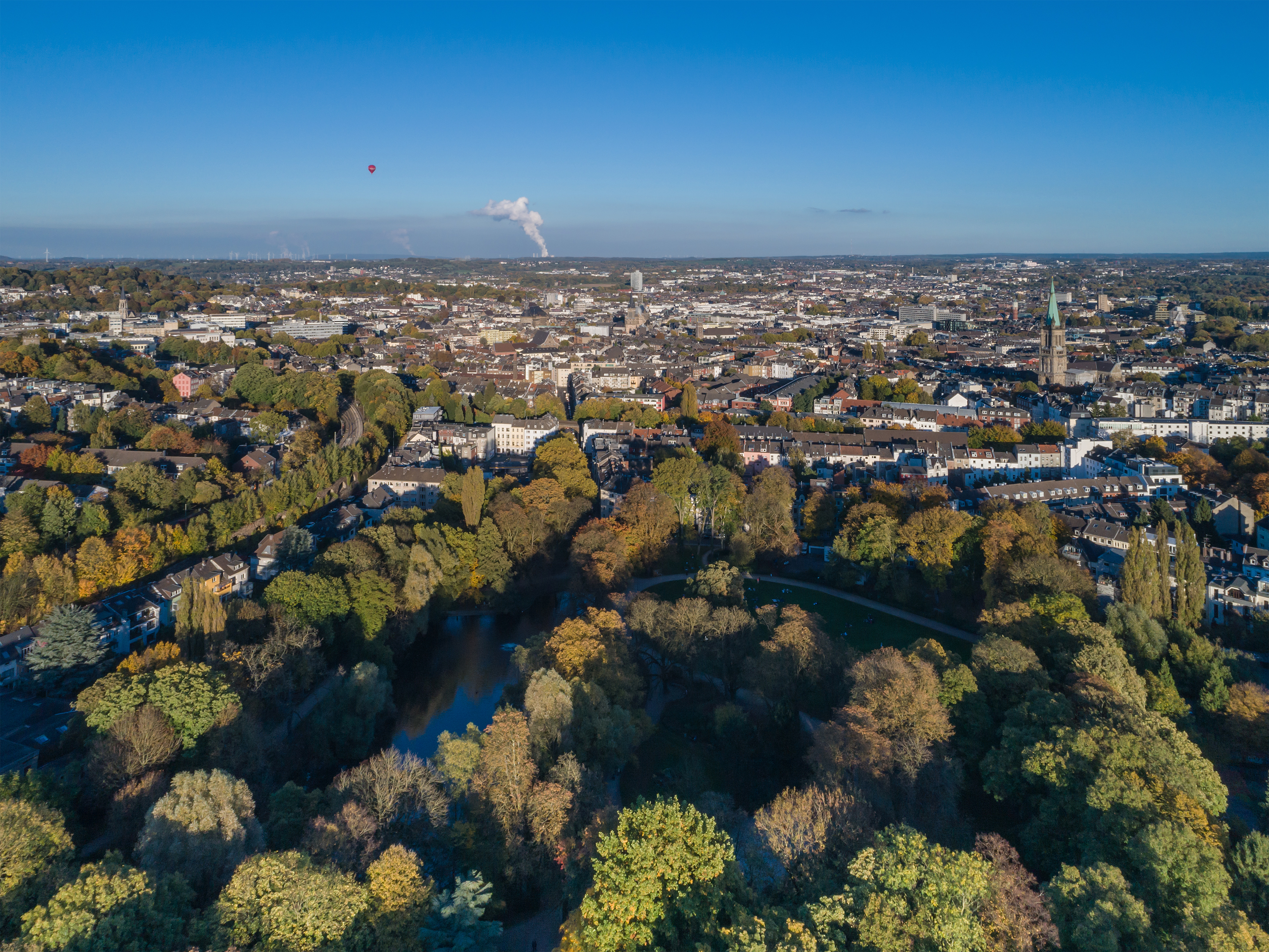
Luftaufnahme des Parks im Herbst

Der Westpark ist eine Parkanlage im Westen Aachens, eingegrenzt von der Gartenstraße, Welkenrather Straße und Vaalser Straße.

## Geschichte

### Entstehung

Zoologischer Garten (1892)

Ein Komitee unter Emil Lochner, dem Betreiber der Tuchfabrik Lochner, kaufte 1882 die Flur Kirschbenden vor dem Junkerstor. Dort wurde im Jahr 1885 der Lochnergarten angelegt und bildete den Ersatz für den prachtvollen englischen Garten an der Lochnervilla zwischen Lochnerstraße und Karlsgraben. Im selben Jahr wurde unter der Führung des Textilfabrikanten Lochner dort der Zoologische Garten Aachen eröffnet, der etwa 50 Riesenschlangen, Bären und Tiger sowie zahlreiche heimische Tierarten beherbergte.
Finanziert wurde die Anlage des Parks zum Teil durch Aktien. Neben den Parkanlagen entstand bereits 1882 ein Glaspalast, eine große, runde Halle mit vielen angebauten Nebenräumen, dessen Wände aus Glas waren. Dieser Palast fasste bis zu 3000 Besucher und wurde überwiegend als Zirkus genutzt, in dem 1891 auch der legendäre Buffalo Bill aufgetreten sein soll, aber neueren Quellenrecherchen zufolge die Veranstaltungen eher auf dem Gelände der Gelben Kaserne an der Düppelstraße in Aachen stattfanden.
Um das Jahr 1901 befand sich im damaligen Lochnerpark eine Radrennbahn, in deren Innenraum fünf Studenten und sechs Schüler des Fußballclubs Alemannia (heute Alemannia Aachen) ihr Training mit dem Ball abhielten. Im Jahr der Schließung der Rennbahn 1908 hielt hier auch der Aachener Radsportclub Zugvogel 09 seine ersten Trainingsstunden ab.
Im Jahr 1905 wurde die Parkanlage vorübergehend geschlossen, weil man die Futter- und die Transportkosten für die Tiere des Zoologischen Gartens unterschätzt hatte.
In den Notizbüchern von Hugo Junkers aus dem Jahr 1909 ist von einem „ständigen Circus“ im heutigen Westpark die Rede.

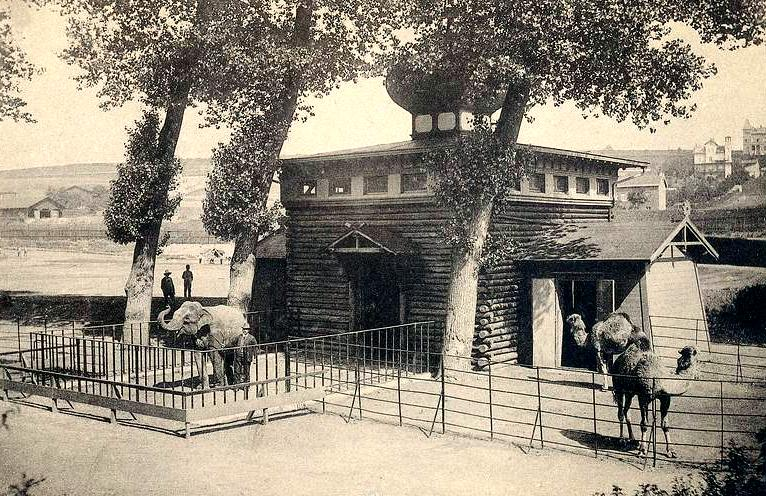
Elefantengehege
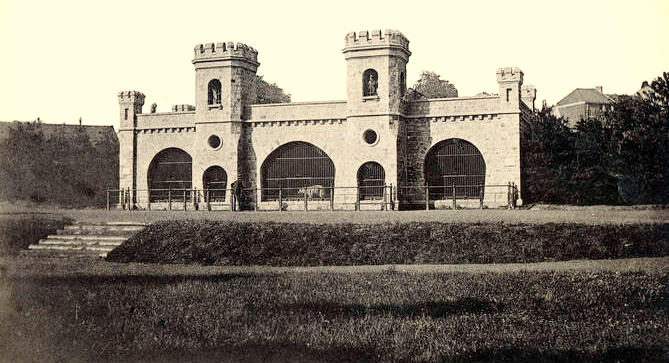
Bärengehege

### Erster Weltkrieg
Während des Ersten Weltkriegs wurde im Glaspalast des Parks ein Lazarett und Erholungsheim für Soldaten eingerichtet, jedoch wurde er durch einen Großbrand im Jahr 1917 vollständig zerstört. Wiederbelebt wurde der Park nach der Übernahme durch die Stadt Aachen und die Neueröffnung fand am 23. Mai 1920 statt. Von nun an trug er den Namen Westpark. Zwei Jahre später, im Jahr 1922, wurde ein neuer, aber wesentlich kleinerer Glaspalast auf dem Gelände eröffnet. Da zu diesem Zeitpunkt der zum Kurpark umgestaltete Stadtgarten Aachen an der Monheimsallee nur noch mit Kurkarte zugänglich war, wurde der Westpark zu einem beliebten Treffen für die gesamte Bürgerschaft.

### Zweiter Weltkrieg
Bereits im Jahr 1935 konnte man auf dem Weiher des Parks wieder Kahn fahren. Im gleichen Jahr kam wieder ein Tierpark hinzu. In den Jahren vor und während des Zweiten Weltkrieges zwischen 1935 und 1944 hieß er Tier- und Pflanzengarten Aachen. Ein Großteil der Tiere kam bei einem Bombenangriff im Jahr 1944 ums Leben. Der Rest des Tierbestandes wurde nach Ulm verkauft.
Nach dem Ende des Zweiten Weltkriegs wurden alle vorhandenen Bauten im Westpark abgerissen. Aus der Zeit des Tierparks blieb bis heute nur ein Weiher am Ausgang zur Lochnerstraße erhalten.

## Gegenwart

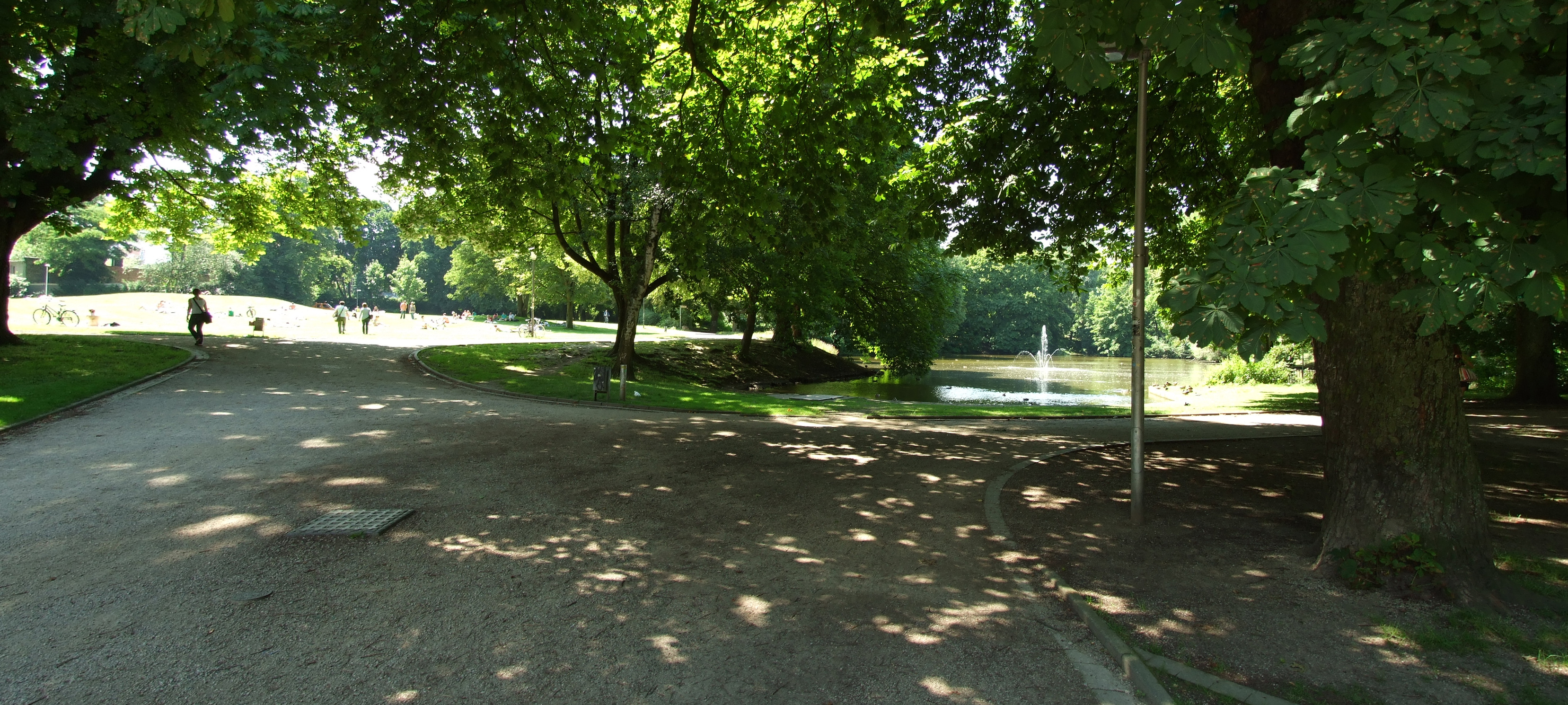
Eingang Lochnerstraße/Gartenstraße aus Richtung des Alleenrings
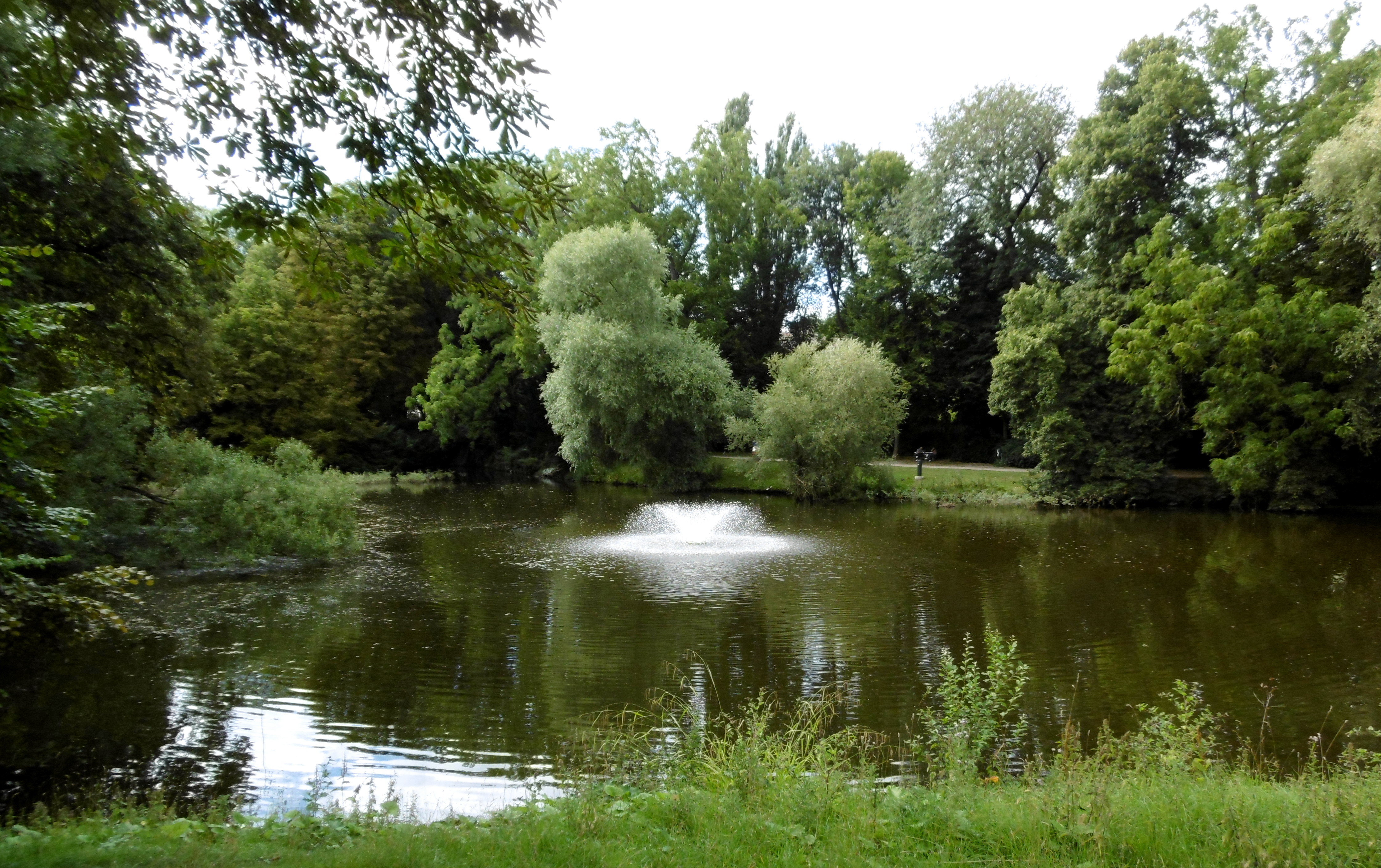
Weiher mit Springbrunnen

Heute dient der Westpark den meisten Menschen aus Aachens Westen zur Erholung. Für sportliche Betätigung gibt es einen Fußballplatz, Tischtennisplatten und ein Basketballfeld, außerdem existieren zahlreiche Spielmöglichkeiten für Kinder. Einige Parkbesucher üben auch Randsportarten wie Slackline, Footbag und Ultimate-Frisbee aus.
Im Sommer wird der Park von den Bürgern gerne bis in den späten Abend zum Grillen genutzt. Nach Beschwerden von Anwohnern ist das Grillen im Park nur noch auf der Wiese an der Weststraße gestattet. Dies wird inzwischen auch vom Ordnungsamt durchgesetzt.
Am Westpark befinden sich Gebäude der Arbeiterwohlfahrt und ein Betriebshof der Stadt Aachen. Zu Beginn des Jahres 2010 wurden auf der zur Gartenstraße hin gelegenen Seite des Parks 19 kapitale Bäume aufgrund von Pilzbefall gefällt, da sie eine Gefahr für das Gebäude der AWO darstellten.